# Adolfo Usero
Adolfo Usero Abellán (Madrid; 3 de abril de 1941- Madrid; 1 de julio de 2025) fue un historietista español, adscrito habitualmente al Grupo de La Floresta. Perteneciente a la misma generación que Pepe González (1939), Fernando Fernández (1940), Carlos Giménez (1941), Josep María Beá (1942), Esteban Maroto (1942), Enric Sió (1942), Jordi Bernet (1944), Luis García (1946), Enrique Ventura (1946) o Alfonso Font (1946), no cultivó en demasía el comic de autor, aunque cuente en su haber con series como Maese Espada.

## Biografía

### Inicios
Nació en Madrid durante la posguerra española. Su vida estuvo estrechamente ligada a la de su amigo Carlos Giménez al que conoció en un hogar del Auxilio Social. Gracias a esta amistad se decidió a encauzar su vida desde su trabajo como escaparatista hacia el mundo de la historieta; fue con Giménez y Esteban Maroto con quienes empezó a trabajar en un estudio del Manzanares en Madrid. Era entonces "un Adolfo Usero bohemio y tierno que habían reencontrado deambulando por Madrid entre el hambre por alimento y el Metro por dormitorio."
Su primer trabajo lo realizó para la revista Triunfo y posteriormente trabajó en publicidad, creando por ejemplo, diapositivas divulgativas de la historia de España en colaboración con Celedonio Perellón para el Ministerio de Cultura. En 1964 publica su primer trabajo en El Arte de la Historieta de Juan Antonio de la Iglesia donde dibujó sin firmar alrededor de un tercio de las viñetas.

### Selecciones Ilustradas y la Floresta
Desde 1963 trabajó para Selecciones Ilustradas, la agencia artística del editor Josep Toutain, lo que le permite, al igual que a muchos otros dibujantes de la época, trabajar para el mercado extranjero. En esta época compartió estudio con Carlos Giménez y Esteban Maroto y en 1967 se traslada a Barcelona, donde está la sede de la agencia. En esta época realiza principalmente historietas bélicas y del Oeste y colabora en los episodios 5, 8, 9 y 10 de Delta 99, siendo todo publicado en revistas extranjeras. También trabajó para la agencia Bardon Art, enfocada al mercado británico.
Estando en Barcelona se reunió con un grupo de compañeros que también trabajaban para Selecciones y para compartir gastos de alojamiento se instalan en un chalet de la Floresta donde montan un estudio. Este equipo se conocería en lo sucesivo como la Floresta y lo formaban aparte de Usero, su amigo Carlos Giménez, Ramón Torrents, Esteban Maroto, Luis García y Suso Peña. En esta época colaboró en los cuatro primeros episodios de 5 x Infinito de Maroto y posteriormente en Delta 99 de Giménez. También en esta época realizó con guion de Manuel Yáñez varios episodios de Alex, Khan y Khamar para la agencia de José Ortega y con destino al mercado alemán. Parte de estas obras fueron publicadas en España por Euredit.
Posteriormente, en 1972 publica para Bruguera sus primeros trabajos personales: Roldán sin Miedo en colaboración con el guionista Víctor Mora así como algunos episodios de Félix, el Amigo de los Animales. Para la revista francesa Pif crea en 1974 Les Compagnons d'Univerzoo, también con Mora. En esta década publica en Estados Unidos a través de Selecciones Ilustradas, en las revistas de la editorial Warren Vampirella y Creepy. En estas firma como Adolfo Abellán.

### En elboom del cómic adulto en España
De 1976 a 1979 publica en la revista El Papus, viñetas de humor como la serie Dossiers, escrita por Francisco M. Arroyo. Precisamente se encontraba trabajando en la redacción cuando el 20 de septiembre de 1977 un grupo de ultraderecha atentó contra la revista haciendo estallar una bomba que mató a una persona. Cuando se restableció la edición Usero publicó en viñetas su experiencia de aquel día. En 1977 publica en la revista Trocha que a partir del número 3 se llamó Troya, de carácter divulgativo cultural y con marcado tono satírico contra el franquismo que aún existía. 
En 1981 crea con guiones de Felipe Hernández el cómic histórico Domingo Rojo y publica diversas historietas en la revista Cimoc como La loba (Cimoc n.º9 al 10).
En 1982 publica en los números 1 al 6 de la revista Rambla, de la que fue copropietario, su obra más personal: Maese Espada. Luego continúa con Las raíces de la Guerra de Argelia (Rambla n.º 7 al 10), junto al dibujante Luis García, obra publicada previamente en formato álbum por Ikusager.
En 1985 concluye para Ikusager La Batalla de Vitoria que había quedado inacabada debido al fallecimiento de su dibujante original, José Luis Salinas. También ilustra biografías para Bruguera y colabora con la nueva versión de la revista TBO.

### Trabajo posterior
En 1990 publica Salvaje en Cimoc, con guion de Antoni Guiral. Posteriormente colaboró en películas de animación y en trabajos para publicidad.

## Valoración crítica
En palabras de F. Lladó, perfecciona su estilo en cada obra, pero se caracteriza por

una composición de página sumamente equilibrada, a partir de cuartos equivalentes, con un número excesivo de viñetas que suelen superar las diez por página. No obstante, y a pesar de sus reducidas dimensiones, son viñetas sumamente detallistas, especialmente en aspectos urbanísticos y de vestuarios perfectamente adecuados al momento histórico en que transcurre la historia. El resultado es la prioridad de los planes generales alternados con planos medios que coinciden con la visión del lector-espectador.

## Listado de obras
- 5 x Infinito (publicado en Delta 99, IMDE, 1968)[9]
- Delta 99 (en Delta 99, n.ºs 9 al 17, IMDE, 1968 - 1969)
- Aventuras en la Selva (guion de Enrique Martínez Fariñas, publicado primero en Alemania como Roy Tiger, Euredit, 1969)
- Safari (en Félix el Amigo de los Animales nombre que llevó la edición de Gran Pulgarcito a partir del n.º 70, Bruguera, 1970 - 1971)
- Draco el Pastor (guion de E. L. Retamosa, publicado en Trinca, Doncel, 1971)
- La Cobra del Rajasthán (episodio de Roy Tiger serializado en España en la revista Trinca, n.º 15 en adelante, 1971)
- Roldán sin Miedo (guion de Víctor Mora con seudónimo Víctor Alcázar, publicado en DDT y en Grandes Aventuras Juveniles n.ºs 52, 58 y 53, Bruguera, 1973, ISBN 84-02-03154-4, 84-02-03215-X, 84-02-04070-5)
- Spirit (n.º 1, Garbo, 1975)
- Macabro (n.º 25, Ursus, 1976, ISBN 84-7323-026-4)
- Trocha (A. Martín Editor, 2 números, 1977)
- Troya (continuación de Trocha, 5 n.ºs, uno de ellos doble, Colectivo de la Historieta, 1977)
- Tequila Bang Contra el Club Tenax (publicado en Papel Vivo n.ºs 11 y 15, en el estudio Premià 3 (Usero, Giménez y Luis García), Ed. de la Torre, 1979, ISBN 84-85277-72-4)
- Dossiers (El Papus, 1978)
- 4 Amigos (en Papel Vivo n.º 13, Ed. de la Torre, 1979)
- Dossiers Misterio (con Alfonso Font y Carlos Giménez en Vilan, 1981)
- Argelia (Imágenes de la Historia n.º 5, con Luis García y Felipe Hernández Cava en Ikusager, 1981, ISBN 84-85631-10-2)
- Los Compañeros de Univerzoo (Club de Aventureros n.º 2, Amaika, 1982)
- La Isla del Tesoro (Club de Aventureros n.º 3, con Luis García y Carlos Giménez, Amaika, 1982)
- Maese Espada (publicado en Rambla n.ºs 1 al 6, Distrinovel/García Y Beá Editores/Luis García Editor, 1982 - 1983)
- Kirk (n.º 14, Norma, 1983, ISBN 84-85475-06-2)
- Giuseppe Verdi (Comic Biografías, Bruguera, 1983)
- La Batalla de Vitoria (con José Luis Salinas, 1985)
- Tele TBO (TBO, 1988)

Publicaciones extranjeras
- Roy Tiger (Alemania, 1968 - 1970)
- Creepy (Estados Unidos, n.ºs 50, 51, 52, 53, 56, 58, 59, 60, 61, 63, 67, 68, 70, 117, Warren Publishing, 1973 - 1980)
- Vampirella (Estados Unidos, n.º 33, Warren Publishing, 1974)
- Romeo (Gran Bretaña)
- Vaillant (Francia, Éditions Vaillant)
- Les Compagnons d'Univerzoo (Francia, publicado en Pif Gadget, Éditions Vaillant, siete episodios desde octubre de 1974 hasta septiembre de 1975)
- Delta 99 (Francia, publicado en Vick n.ºs 26, 28, 29, 30, 32, 35, 36, 37, 38, 39, 40, 41, 42, Aventures et Voyages, 1976 - 1977)